# Joseph Gibbs

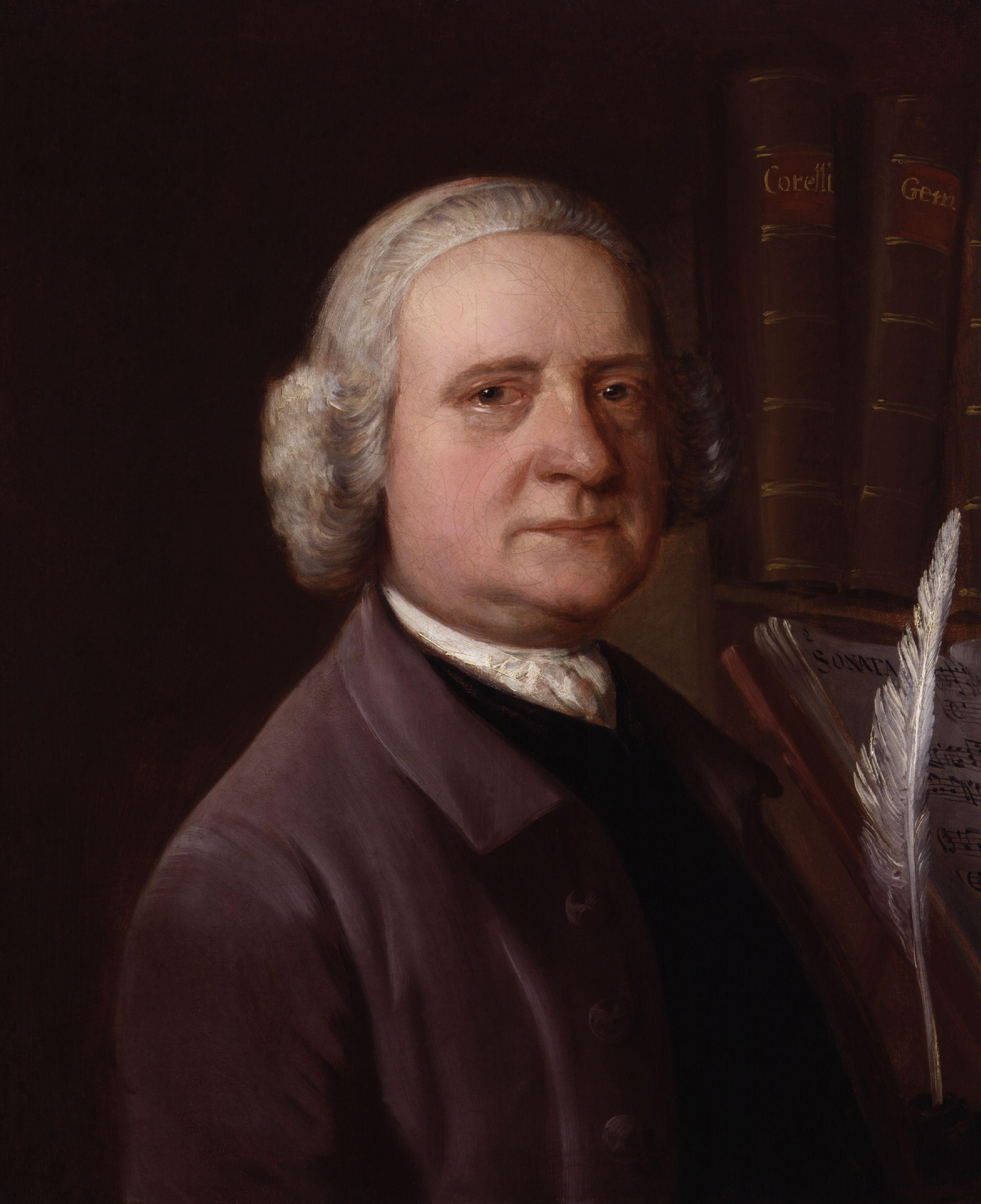
Joseph Gibbs, Porträt von Thomas Gainsborough in der National Portrait Gallery

Joseph Gibbs (* 12. Dezember 1699 in Dedham, Essex; † 12. Dezember 1788 in Ipswich) war ein englischer Organist und Komponist.

## Leben und Wirken
Joseph Gibbs war der Sohn des in Diensten der Stadt Colchester stehenden Musikers John Gibbs. Nach Unterweisung durch den Vater erhielt Joseph Gibbs vermutlich eine weiterführende Ausbildung bei Thomas Roseingrave in London, bevor er mehrere Jahre als geschätzter Musiker in Colchester tätig war. 1744 erhielt er die Organistenstelle in seiner Geburtsstadt Dedham. Von 1748 bis zu seinem Tod 1788 war er Organist an der Kirche St. Mary-le-Tower in Ipswich.
Dem Londoner Bankier Sir Joseph Hankey widmete Gibbs seine acht Violinsonaten, „Eight Solos for the Violin with a Torough Bass for the Harpsichord Op.1“ (London, 1746). Des Weiteren sind 6 Streichquartette Op. 2 (1777) und mehrere Voluntaries für Orgel aus seiner Feder erhalten.
Seine bedeutsamsten Werke sind die acht Violinsonaten, die hinsichtlich ihrer Virtuosität und melodischer Gestaltung durch Francesco Geminiani beeinflusst sind und ähnlich den Werken von Charles Avison oder Michael Christian Festing einen Übergang zum galanten Stil bilden. Auf seinem Porträt von Thomas Gainsborough sind im Hintergrund Noten zu erkennen, diese wurden von der Geigerin Rachel Harris als eine Sonate von Michael Festing identifiziert. Seine im Alter von 79 Jahren komponierten Quartette sind eher konservativ gehalten. Die Orgelvoluntaries orientieren sich an den Werken Henry Purcells.